# Козлов, Евгений Александрович
Евгений Александрович Козлов (род. 27 ноября 1960, Усть-Каменогорск, Восточно-Казахстанская область, Казахская ССР, СССР) — казахстанский судья, депутат Мажилиса Парламента Республики Казахстан VI созыва (2016—2021).

## Биография
В 1978 году окончил Городское профессионально-техническое училище № 8 в Усть-Каменогорске по специальности «Столяр-мебельщик 4 разряда», работал столяром мебельной фабрики. В 1983 году окончил с отличием Ташкентскую среднюю специальную школу милиции МВД СССР, в 1991 году — Карагандинскую Высшую школу МВД СССР.
1983—1991 гг. — следователь Ульбинского РОВД города Усть-Каменогорска.
1991—1992 гг. — старший следователь Ульбинского РОВД.
1992—1994 гг. — старший следователь УВД города Усть-Каменогорска.
Декабрь 1994 — сентябрь 1995 — судья по административному и исполнительному производству Октябрьского районного суда города Усть-Каменогорска.
Сентябрь 1995 — ноябрь 1996 — народный судья Октябрьского районного суда.
Ноябрь 1996 — июль 1998 — судья Восточно-Казахстанского областного суда.
Август 1998 — май 2008 — судья Усть-Каменогорского городского суда.
Май 2008 — январь 2016 — судья Восточно-Казахстанского областного суда.
С марта 2016 по январь 2021 — депутат Мажилиса Парламента Республики Казахстан VI созыва от партии «Нур Отан».
С 30 ноября 2021 года — судья Восточно-Казахстанского областного суда.

## Награды
- Медаль «МПА СНГ. 25 лет» (27 марта 2017 года, Межпарламентская ассамблея СНГ) — за заслуги в деле развития и укрепления парламентаризма, за вклад в развитие и совершенствование правовых основ функционирования Содружества Независимых Государств, укрепление международных связей и межпарламентского сотрудничества[3]
- Почётная грамота Совета МПА СНГ (13 октября 2017 года, Межпарламентская ассамблея СНГ) — за активное участие в деятельности Межпарламентской Ассамблеи и её органов, вклад в укрепление дружбы между народами государств — участников Содружества Независимых Государств[4]